# Johannes Frederik Frøhlich
Johannes Frederik Fröhlich o Frølich (Copenhague, 21 d'agost de 1806 – 21 de maig de 1860) fou un compositor i mestre de capella danès.
Des de 1832 fou mestre de capella en la capital i també es distingí com a violinista i flautista. A més d'un gran nombre de composicions per a diversos instruments i d'una òpera, que va tenir molt poc èxit, escriví la música de nombrosos balls que es distingeixen per la seva curosa instrumentació i frescor melòdica.
Els principals són: Nina; Els tirolesos; Valdemaro; La festa d'Albano (1893); La joventut d'Erico Menved (1843); Rafael (1845). També va editar una obra didàctica el Kontrabasschule, que també va ser traduïda a l'anglès pel musicòleg James Alexander Hamilton.